# Чикагский клуб
Чикагский клуб (англ. The Chicago Club) ― джентльменский клуб в Чикаго, расположенный на Мичиган-авеню. Здание клуба является объектом Национального реестра исторических мест США.

## История

### Предыстория
В середине 1860-х годов в Чикаго образовалась группа, получившая название «Клуб Дирборн» по названию улицы, где располагалось место встречи. Члены клуба собирались вместе в послеобеденное время, чтобы выпить и поиграть в карты. Клуб Дирборн был закрыт по решению шерифа округа Кук в 1868 году.
В январе 1869 года бывшие члены клуба Дирборн организовали встречу, за которой последовала вторая, на которой была принята резолюция о создании нового клуба для 100 жителей Чикаго. За 100 долларов каждый желающий мог вступить в Чикагский клуб. Его членами стали американские предприниматели и промышленники, покрывшие первые расходы клуба. Клуб арендовал бывший особняк Генри Фарнама на углу Мичиган-авеню между Джексон-стрит и Адамс-стрит. Первое заседание Чикагского клуба состоялось 1 мая 1869 года.

### Новая штаб-квартира клуба
Первое здание клуба было уничтожено во время Великого чикагского пожара в 1871 году. После этого Чикагский клуб сменил несколько зданий, пока его штаб-квартирой не стало здание по проекту фирмы Burnham & Root, первоначально построенное для Чикагского института искусств и приобретённое клубом в 1893 году. Это здание оставалось главным местом сбора членов клуба до конца 1920-х годов, когда оно обвалилось во время реконструкции.
Для его замены архитекторы Грейнджер и Болленбахер спроектировали новое здание в неороманском стиле, строительство которого было завершено в 1929 году. Здание клуба было включено в Национальный реестр исторических мест США 28 февраля 2005 года под номером 05000109, и оно до сих пор остаётся штаб-квартирой клуба.

## Архитектура
Восьмиэтажное гранитное здание клуба в неороманском стиле было спроектировано архитекторами Грейнджером и Болленбахером. Во время строительства уцелевший трёхарочный вход от фирмы Burnham & Root был перенесён за угол с Мичиган-авеню на Ван-Бюрен-стрит. Он сохранил свою функцию главного входа в здание.

## Известные члены
- Маршалл Филд ― американский предприниматель и благотворитель[7].
- Джордж Пульман ― американский изобретатель и промышленник, создатель компании «Пульман»[7].
- Натаниэль Фэрбанк[англ.] ― американский промышленник[7].
- Джон Крерар[англ.] ― американский промышленник и бизнесмен[7].
- Роберт Линкольн ― американский юрист и военный министр, старший сын президента Авраама Линкольна[4].

## Интересный факт
- Устав клуба запрещает вход в здание журналистам и другим работникам прессы. Единственное исключение из этого правила было сделано в 1982 году, когда редактор Chicago Tribune смог получить ограниченный доступ в клуб[7].